# Casbia alphitoniae
Casbia alphitoniae är en fjärilsart som beskrevs av Louis Beethoven Prout 1929. Casbia alphitoniae ingår i släktet Casbia och familjen mätare. Inga underarter finns listade i Catalogue of Life.